# Desfontainia spinosa
Desfontainia spinosa är en tvåhjärtbladig växtart som beskrevs av Hipólito Ruiz López och Pav. Desfontainia spinosa ingår i släktet Desfontainia och familjen Columelliaceae. Utöver nominatformen finns också underarten D. s. acutangula.

## Bildgalleri

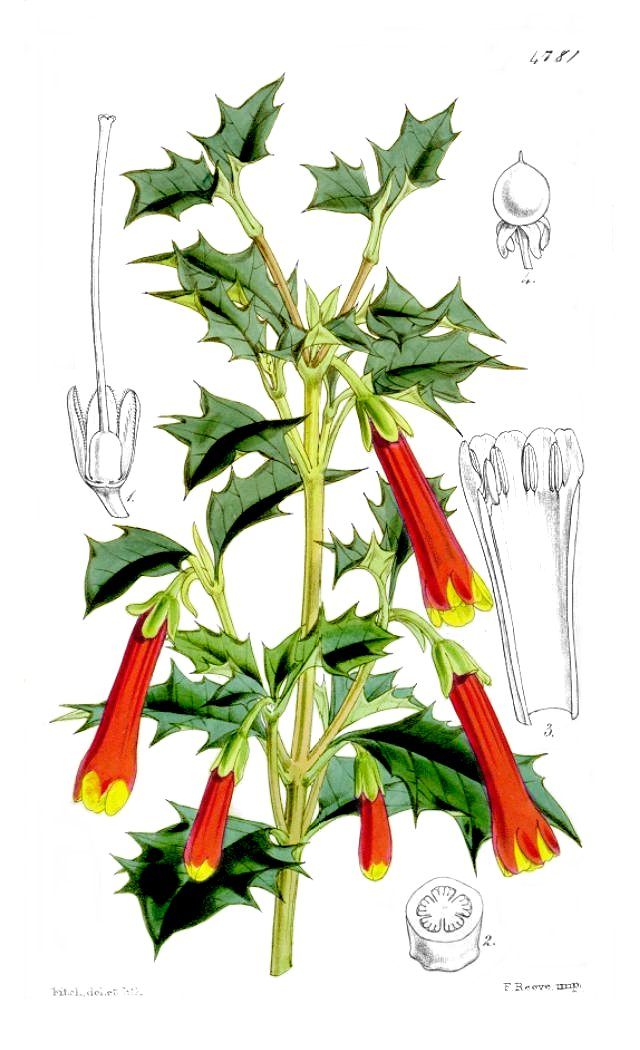
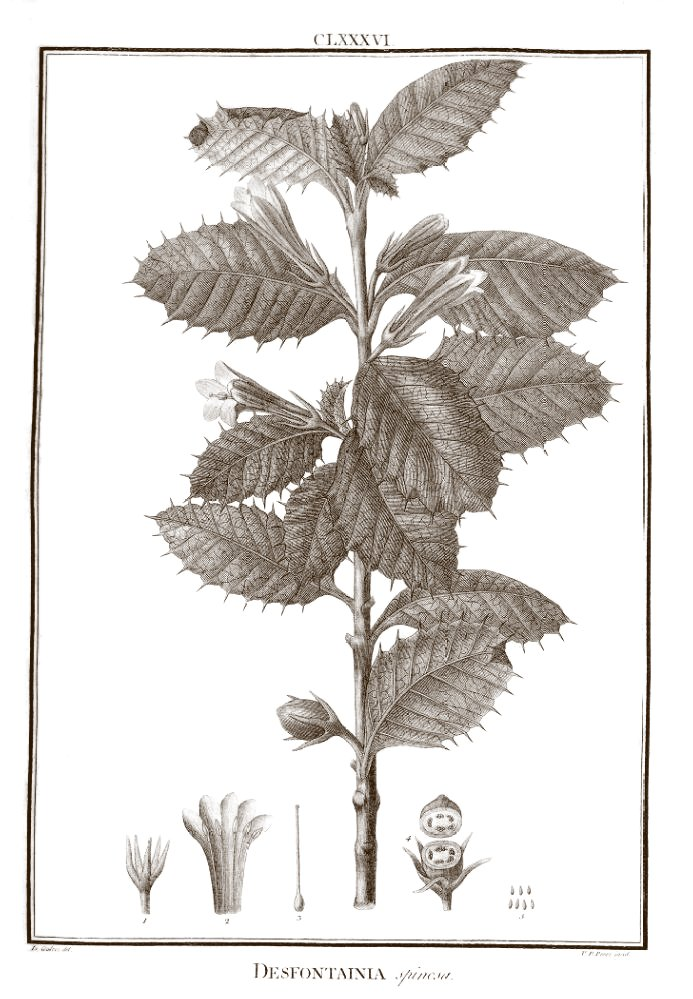
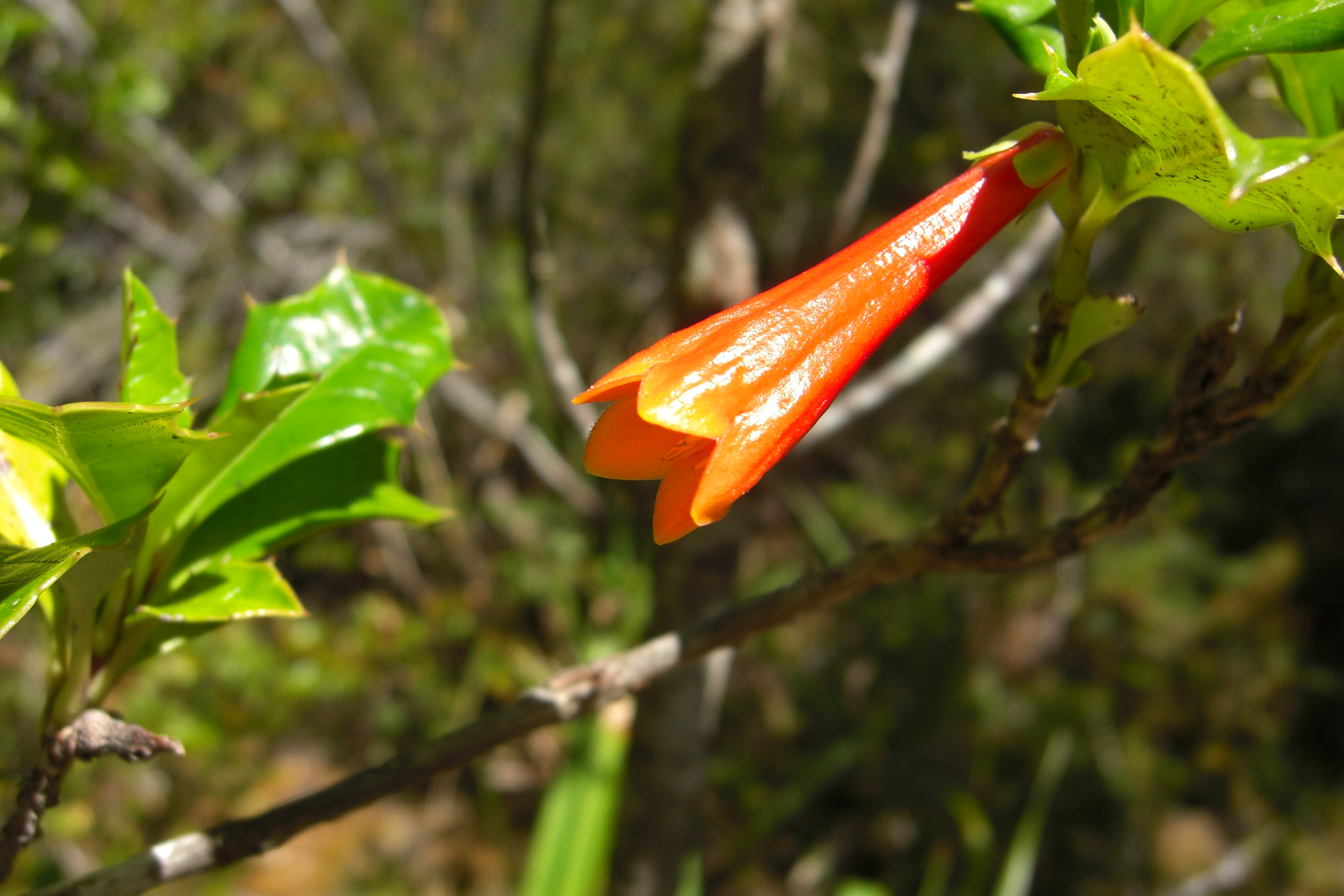
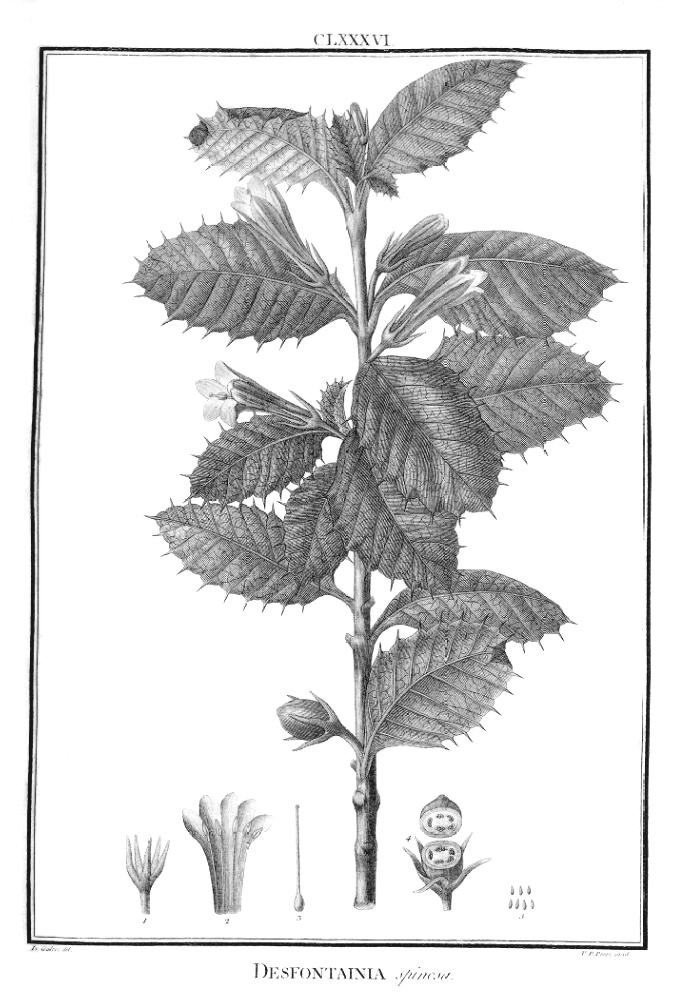
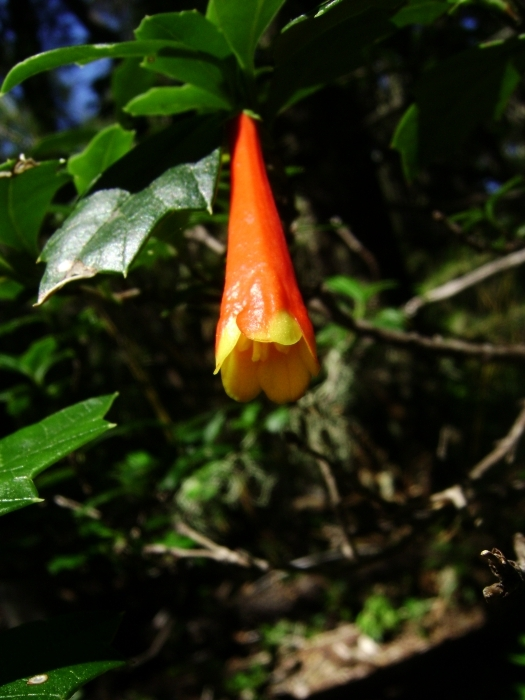
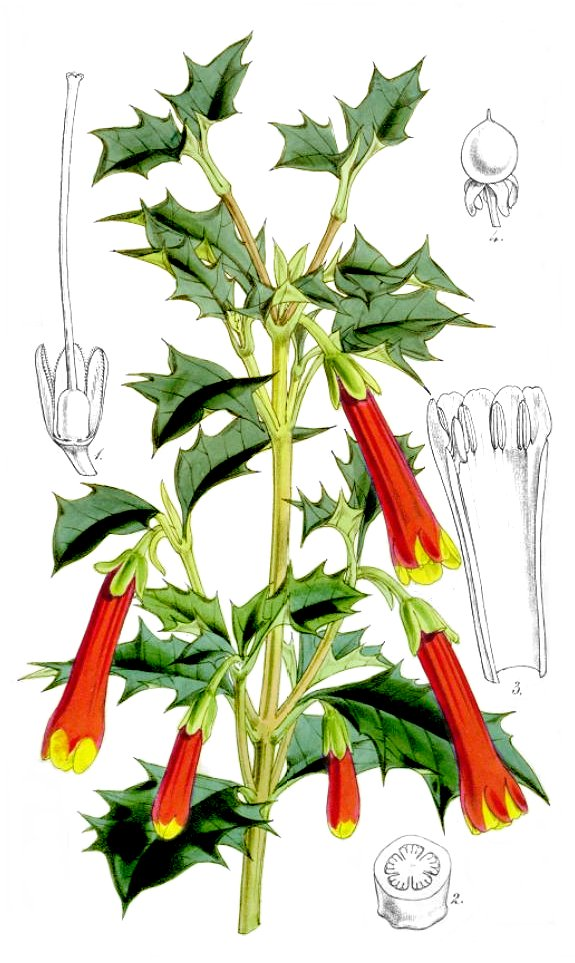